# 卡扎京
科贾廷（烏克蘭語：Козятин，羅馬化：Koziatyn，發音：[koˈzʲɑtɪn]），或按俄語名译为卡扎京，是乌克兰文尼察州赫米利尼克區科贾廷市镇内的城市及该市镇的行政中心，2020年7月18日前为该州的州辖市。該市距離州府文尼察75公里，始建於1870年，面積20.1平方公里，海拔高度307米，2022年人口数量为22,241人。

## 图集

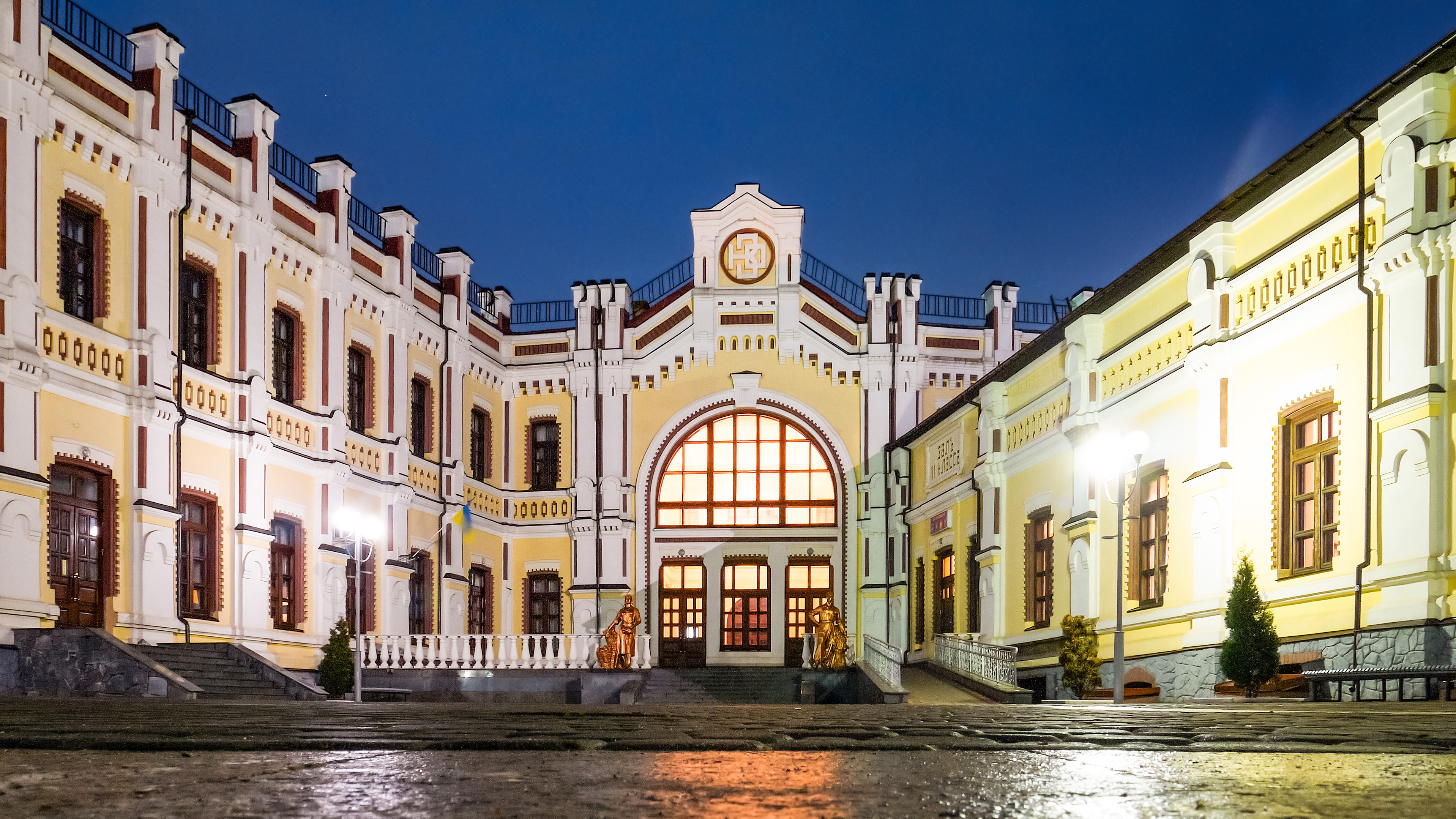
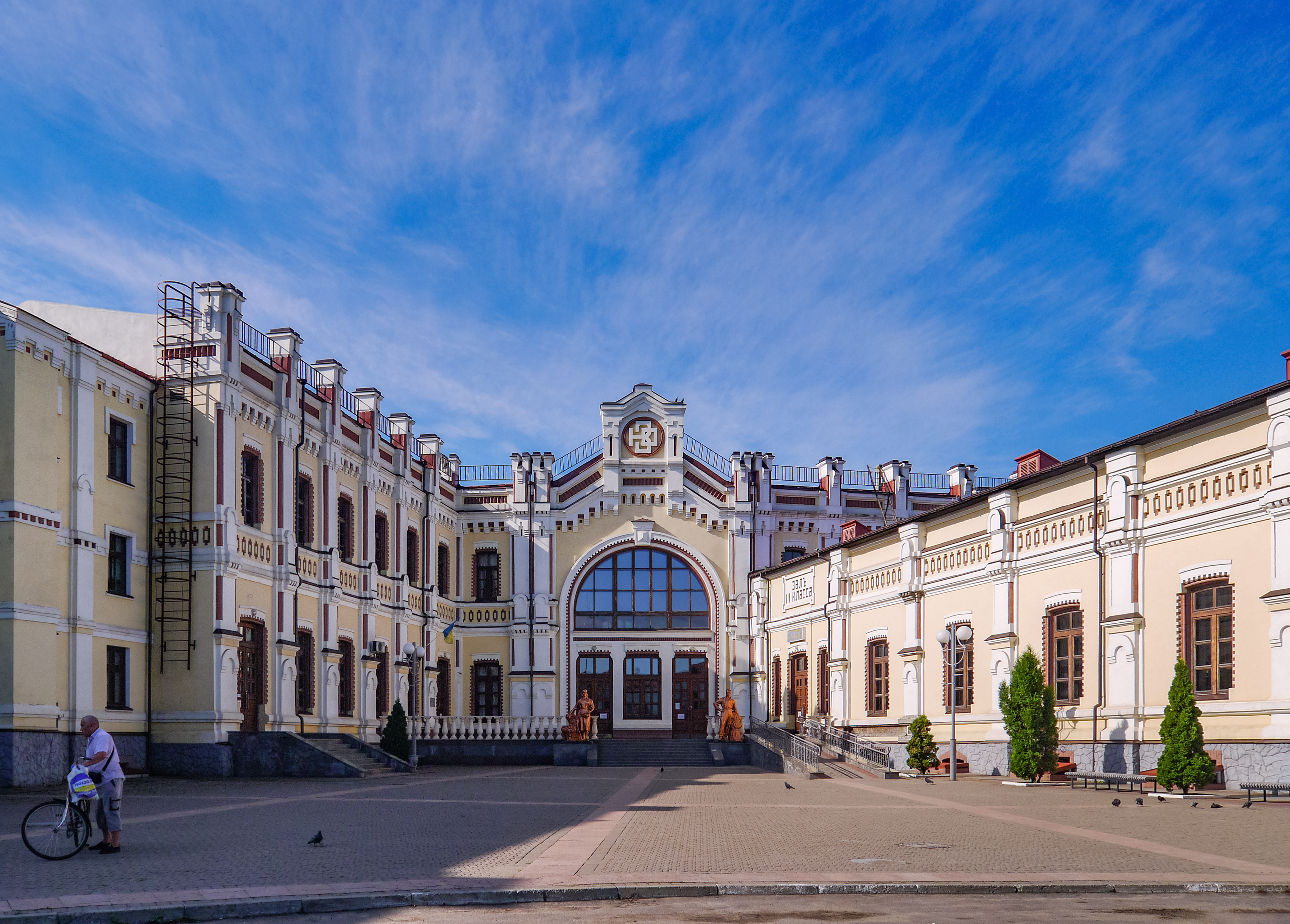
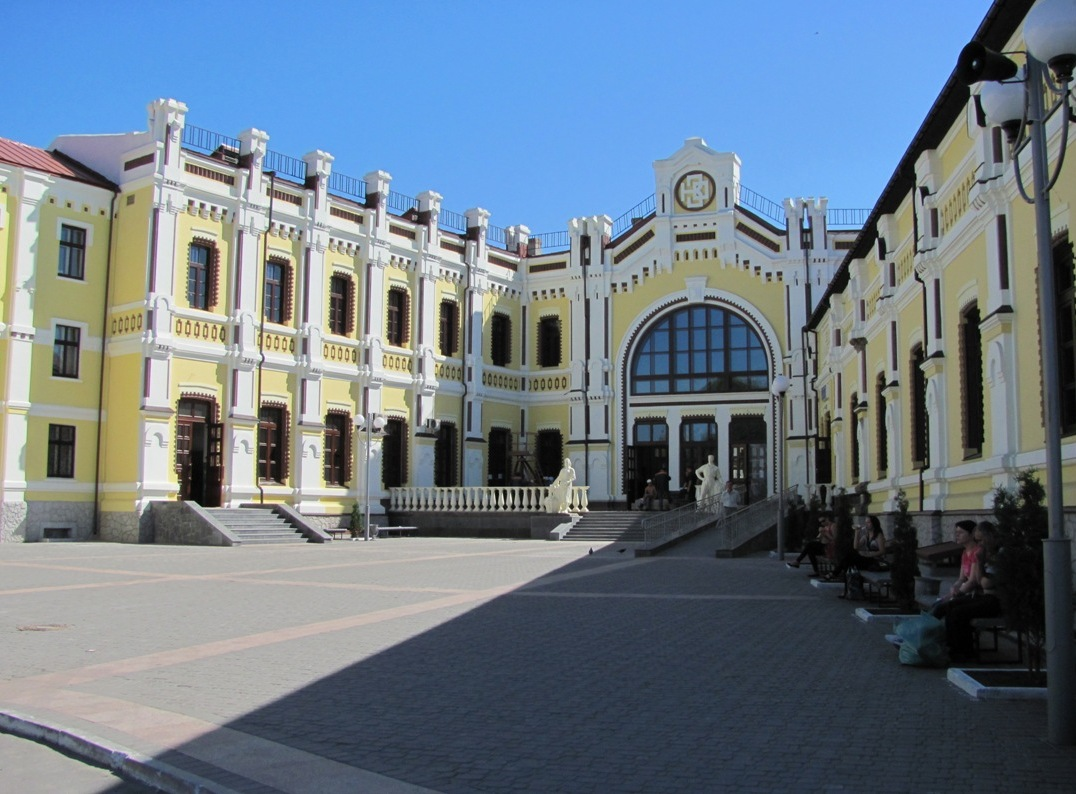
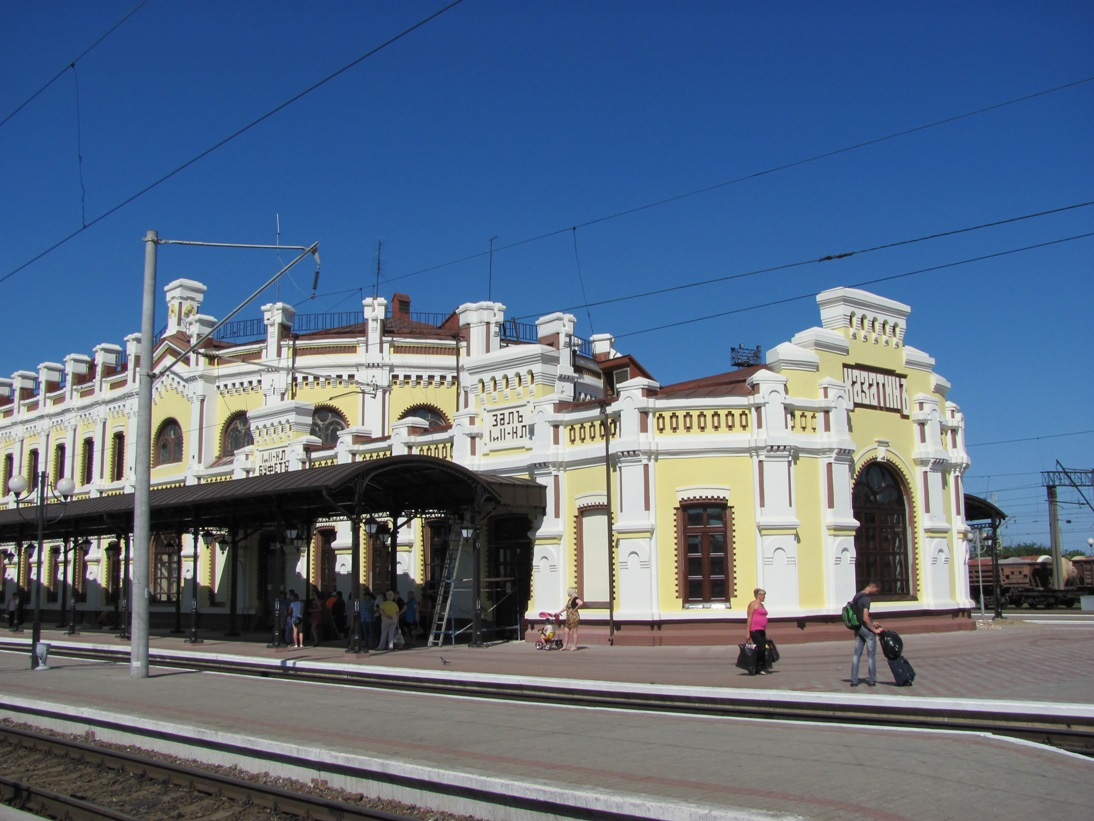
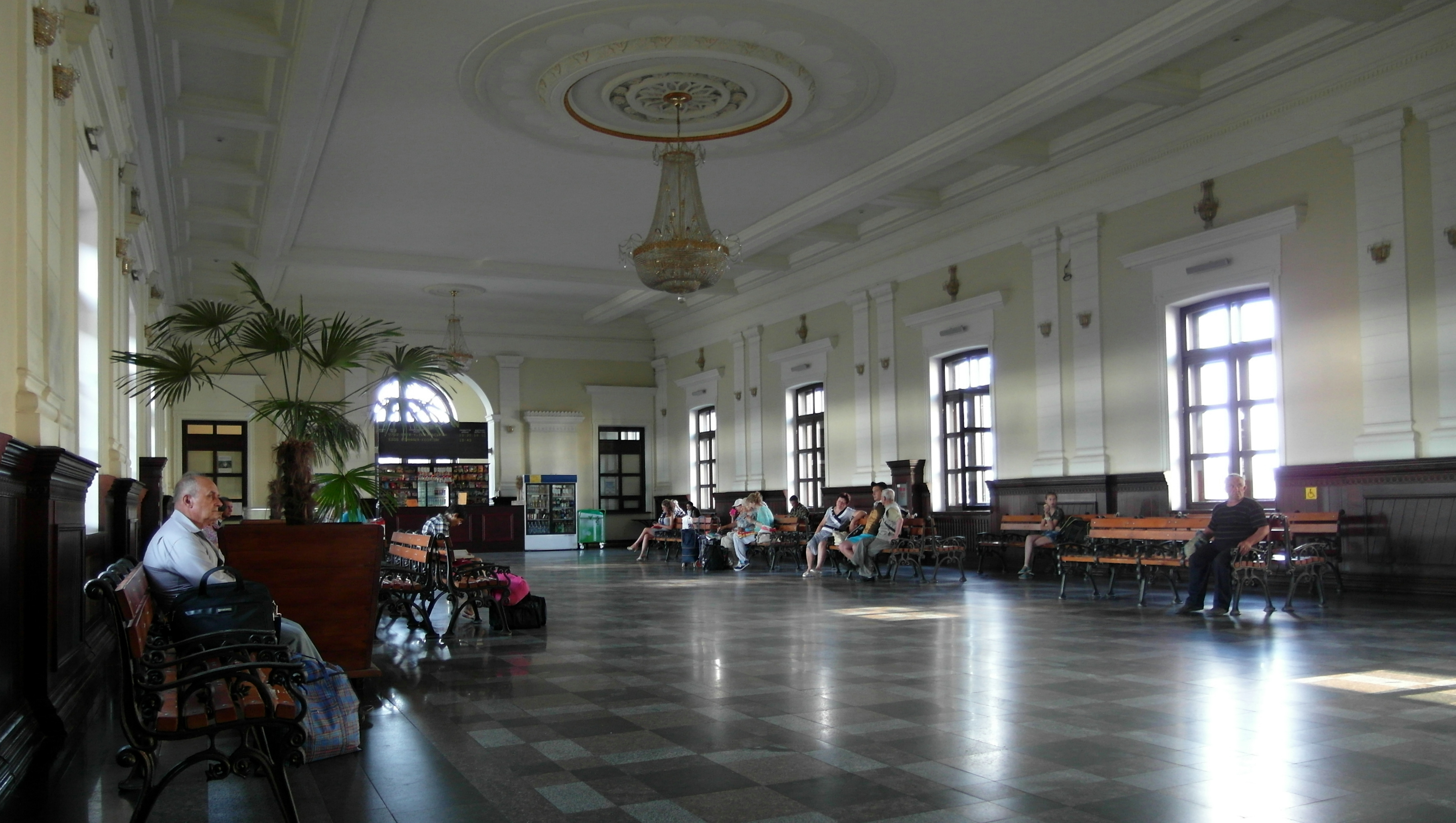
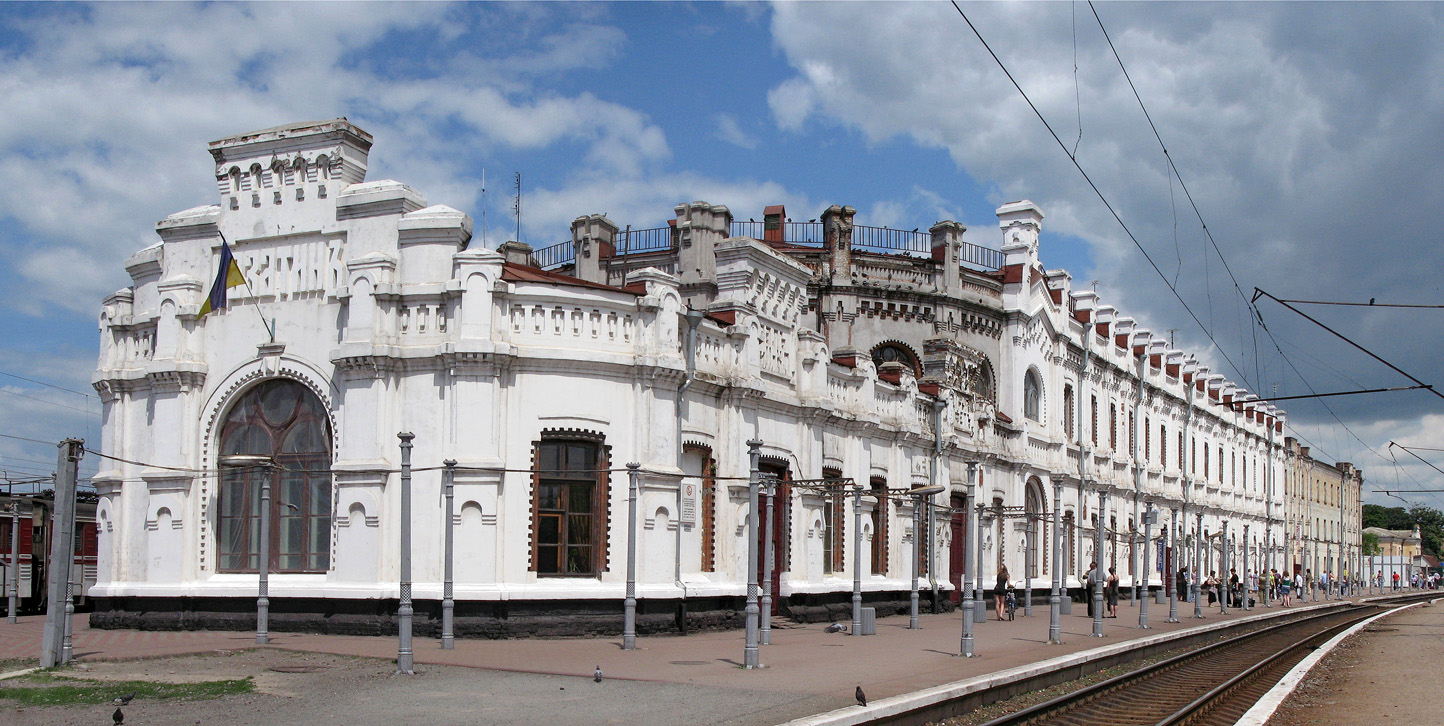
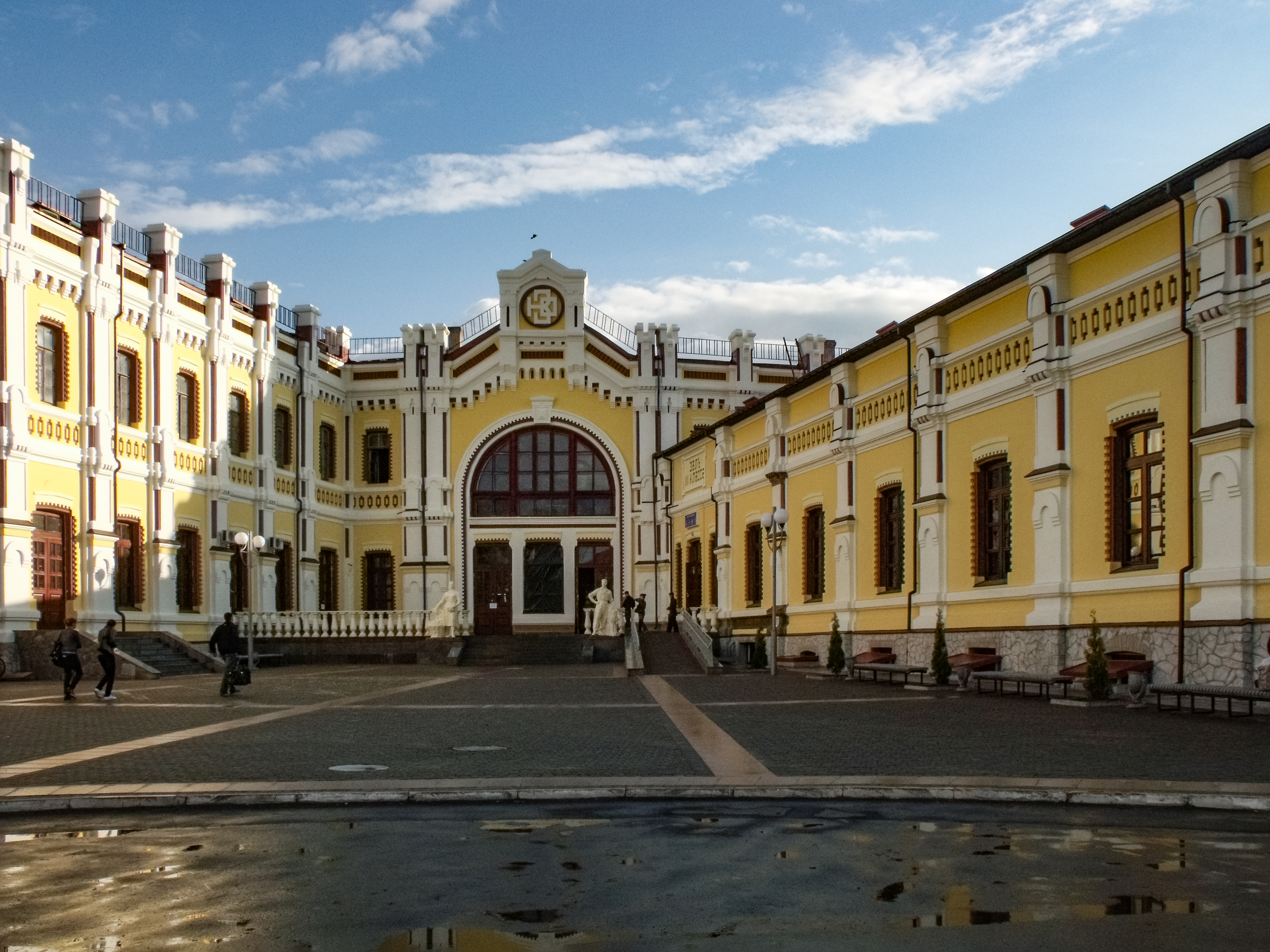
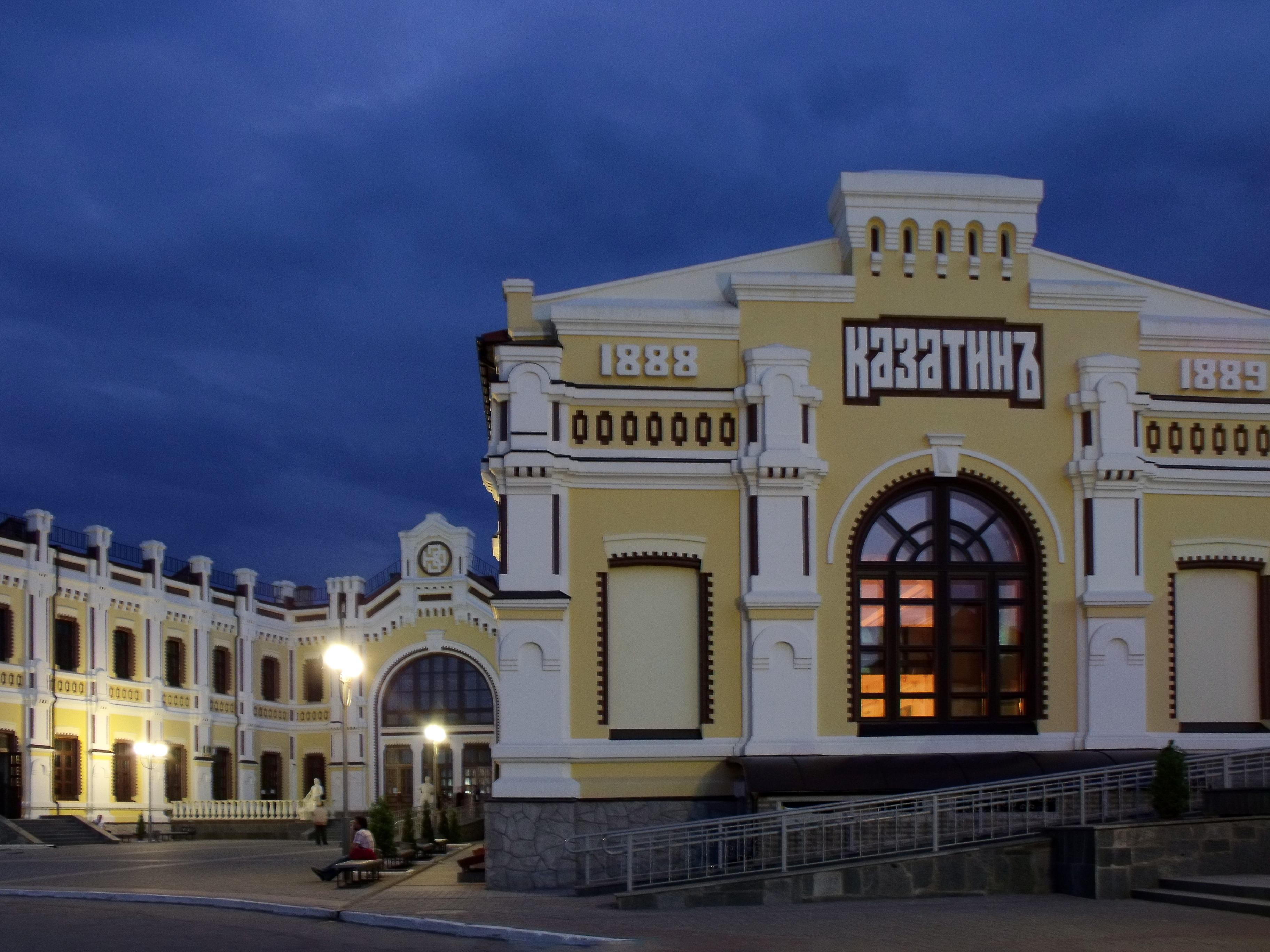
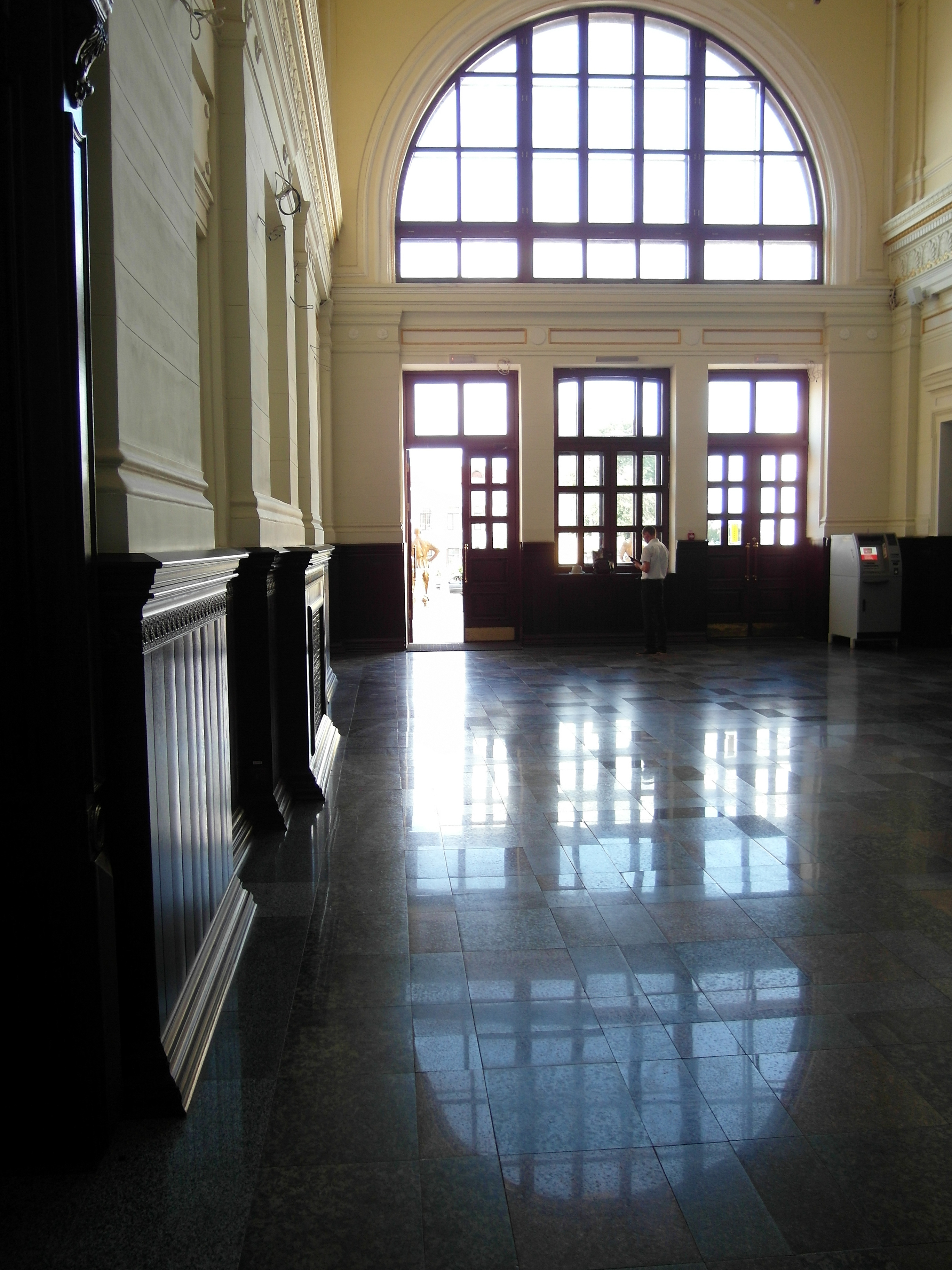
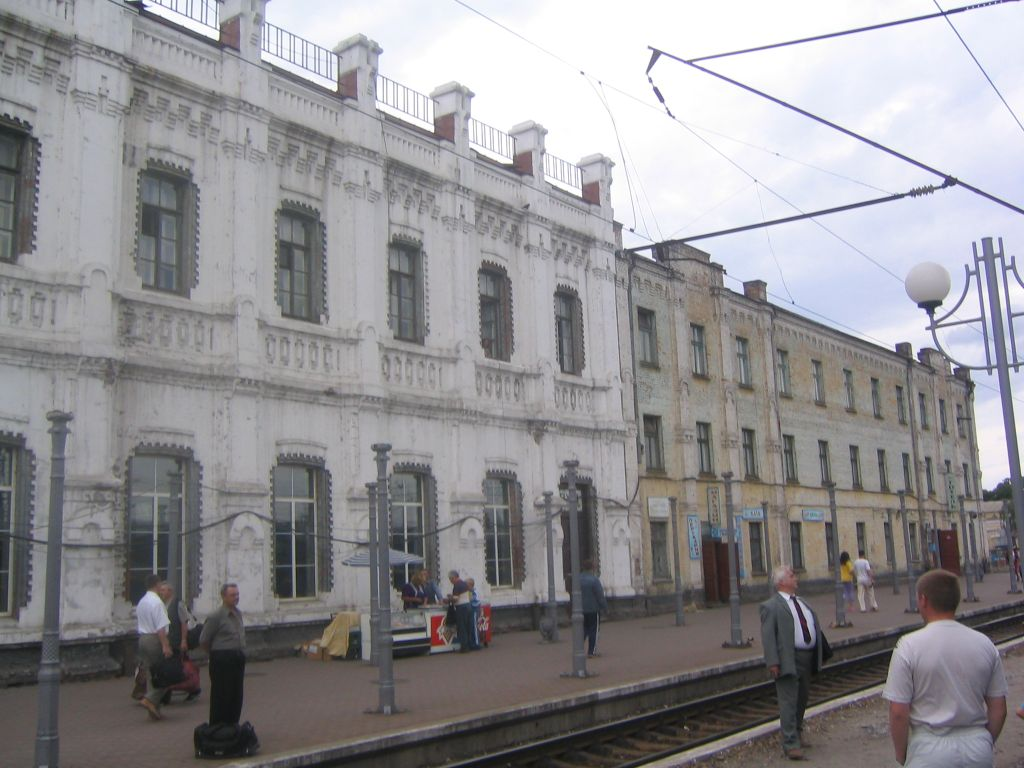
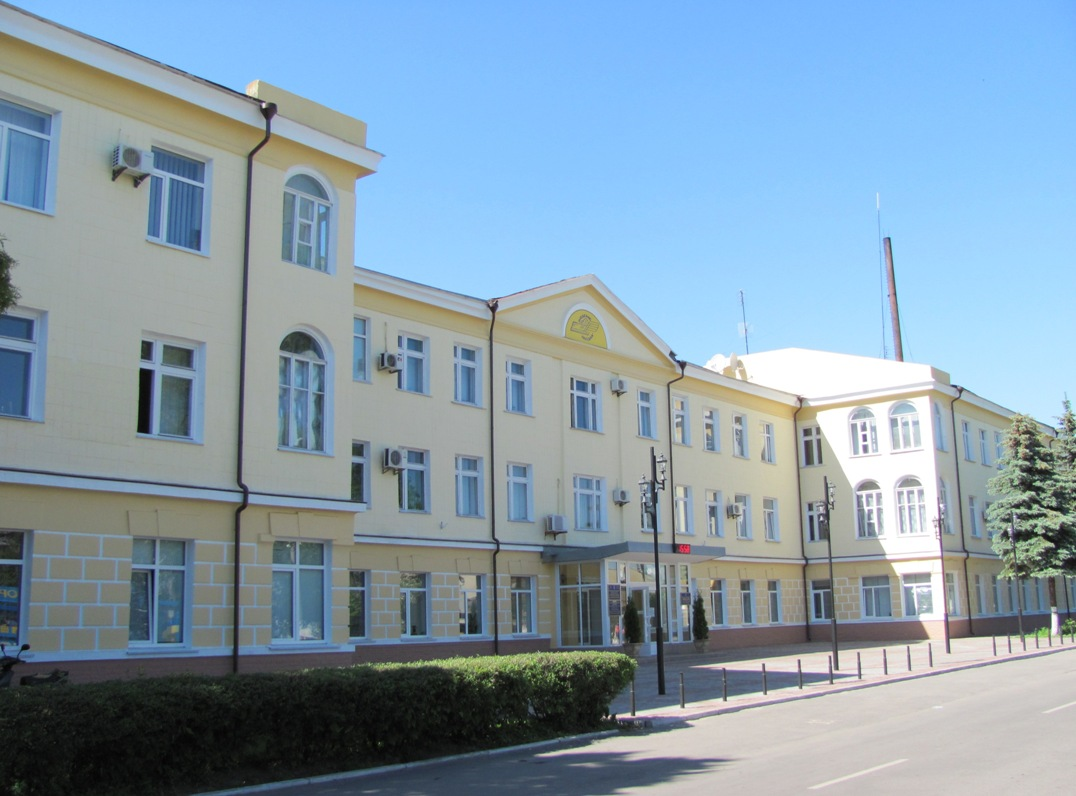
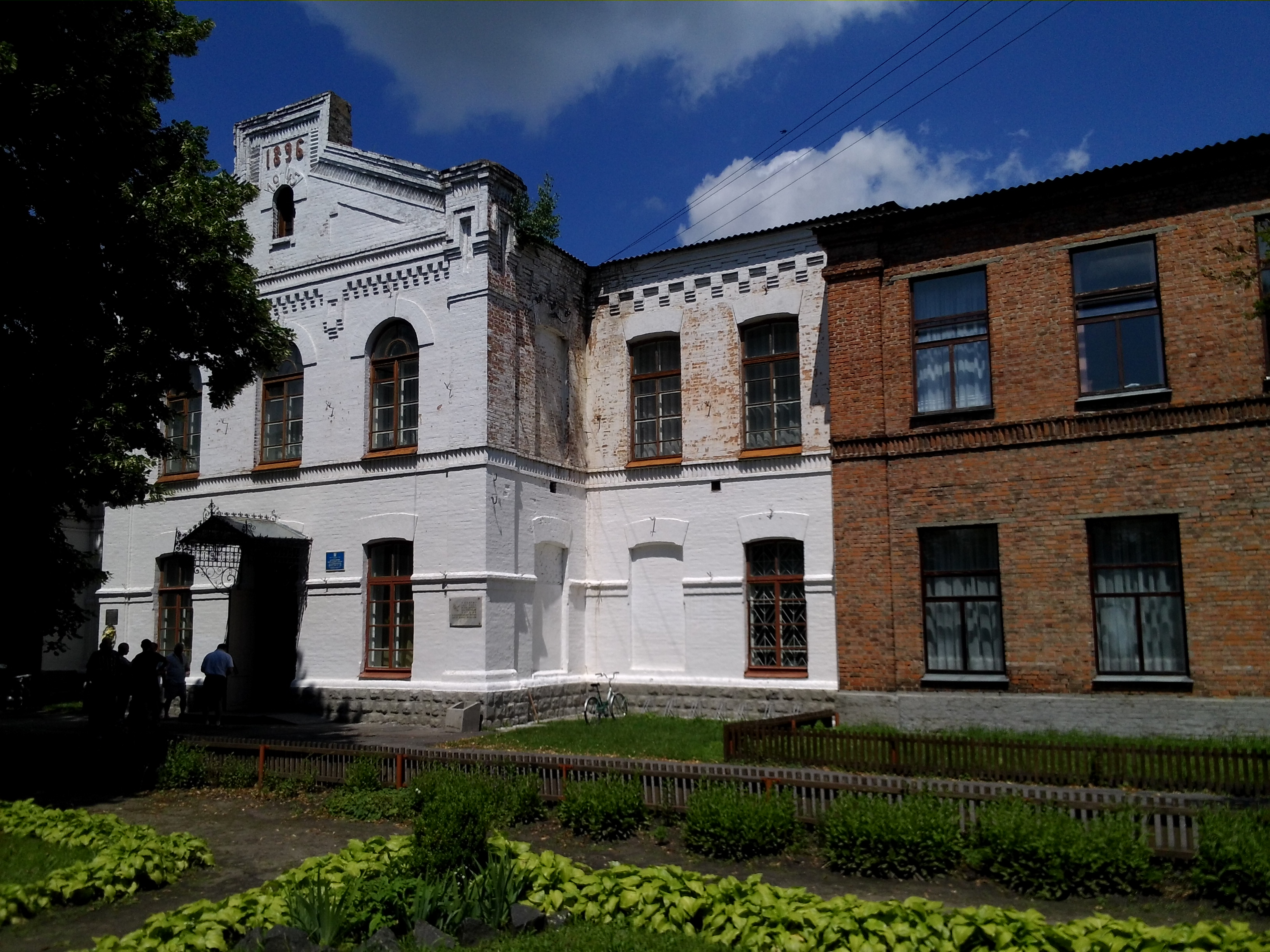
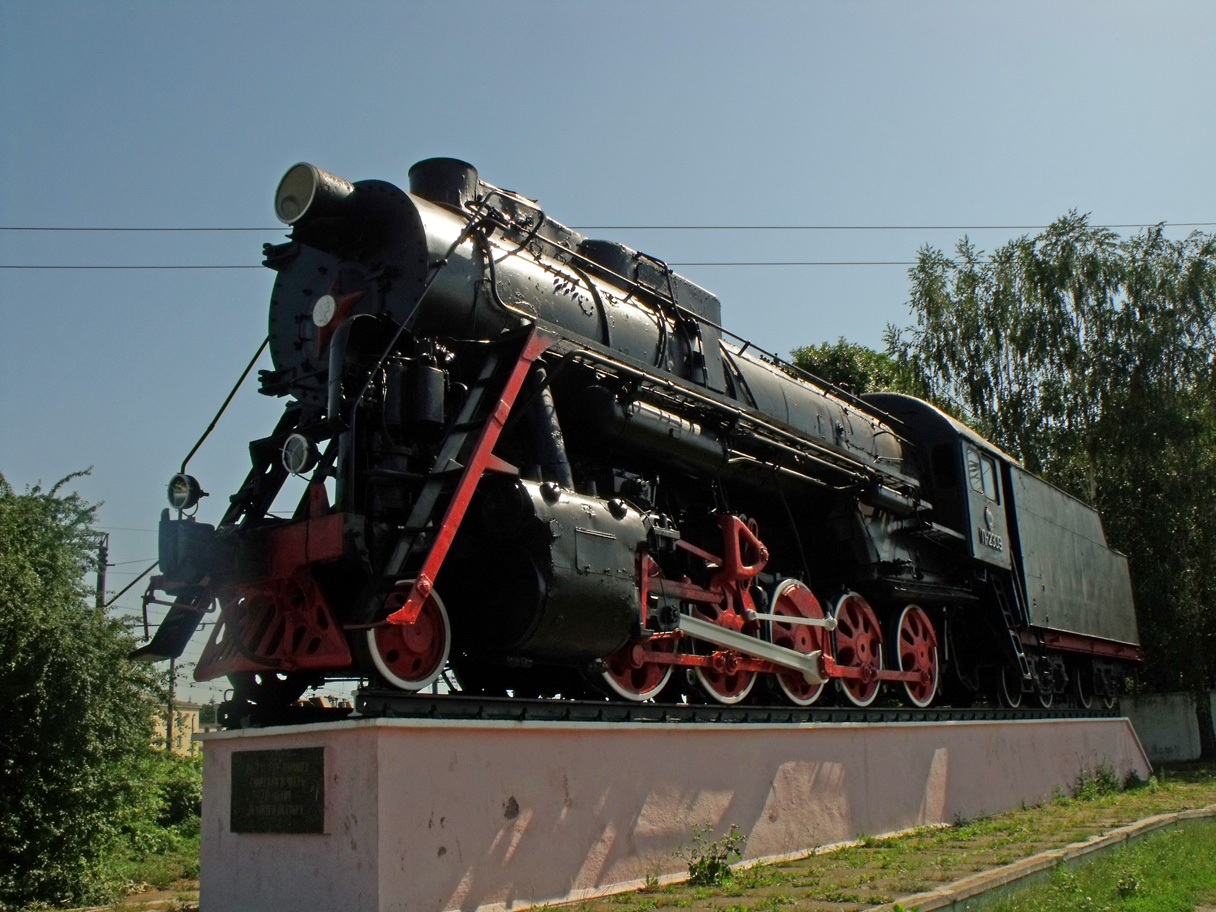

## 友好城市
- 波蘭 莱扎伊斯克
- 波蘭 克萊切夫
- 乌克兰 莫希利夫-波季利斯基

## 備註
1. ↑  俄语：，羅馬化：Kazatin